# Leucauge striatipes
Leucauge striatipes este o specie de păianjeni din genul Leucauge, familia Tetragnathidae. A fost descrisă pentru prima dată de Bradley, 1876. Conform Catalogue of Life specia Leucauge striatipes nu are subspecii cunoscute.